# Байкова гора
Ба́йкова гора́ — історична місцевість на території Голосіївского району міста Києва. Розташована вздовж Байкової вулиці між вулицями Миколи Грінченка, Володимира Брожка, Гайдамацькою, Гайдамацьким провулком і південно-західною границею району.
Назва місцевості походить від прізвища генерал-майора С. В. Байкова (1772–1848), учасника Наполеонівських війн 1812, який бувши у відставці, мешкав на Печерську й купив за річкою Либідь у 1831 році земельну ділянку з хутором Либідь (він і став хутором Байковим).
1851 року територія Байкова хутора передана військово-інженерному відомству, але він продовжував існувати до кінця ХІХ століття (востаннє нанесений на план Києва за 1888 рік). 1889 року замість вирубленої частини Байкового гаю було збудовано військовий сухарний завод. З 1877 року до побудови заводу ця частина Байкового гаю була місцем народних гулянь.
Ділянка розташовувалася між нинішнім Байковим кладовищем й урочищем Протасів Яр, у районі сучасної трикотажної фабрики. Від нього назва перейшла на всю місцевість, а також на тутешні гору, яр, вулицю й гай, де проводилися народні гуляння.
В 1834 році на частині земель поруч із хутором було влаштоване однойменне кладовище.

## Галерея

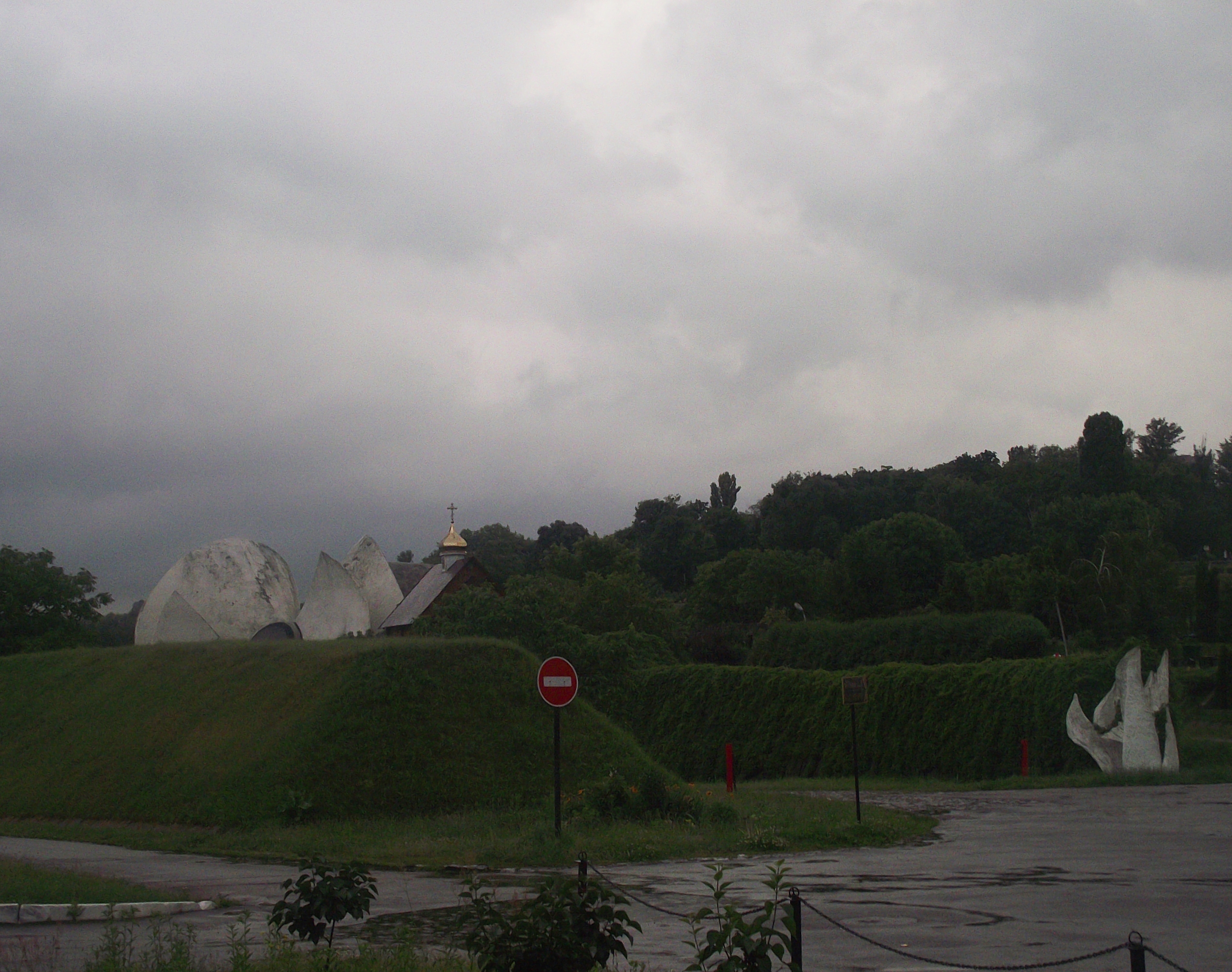
Байкова гора 31 травня 2014 року
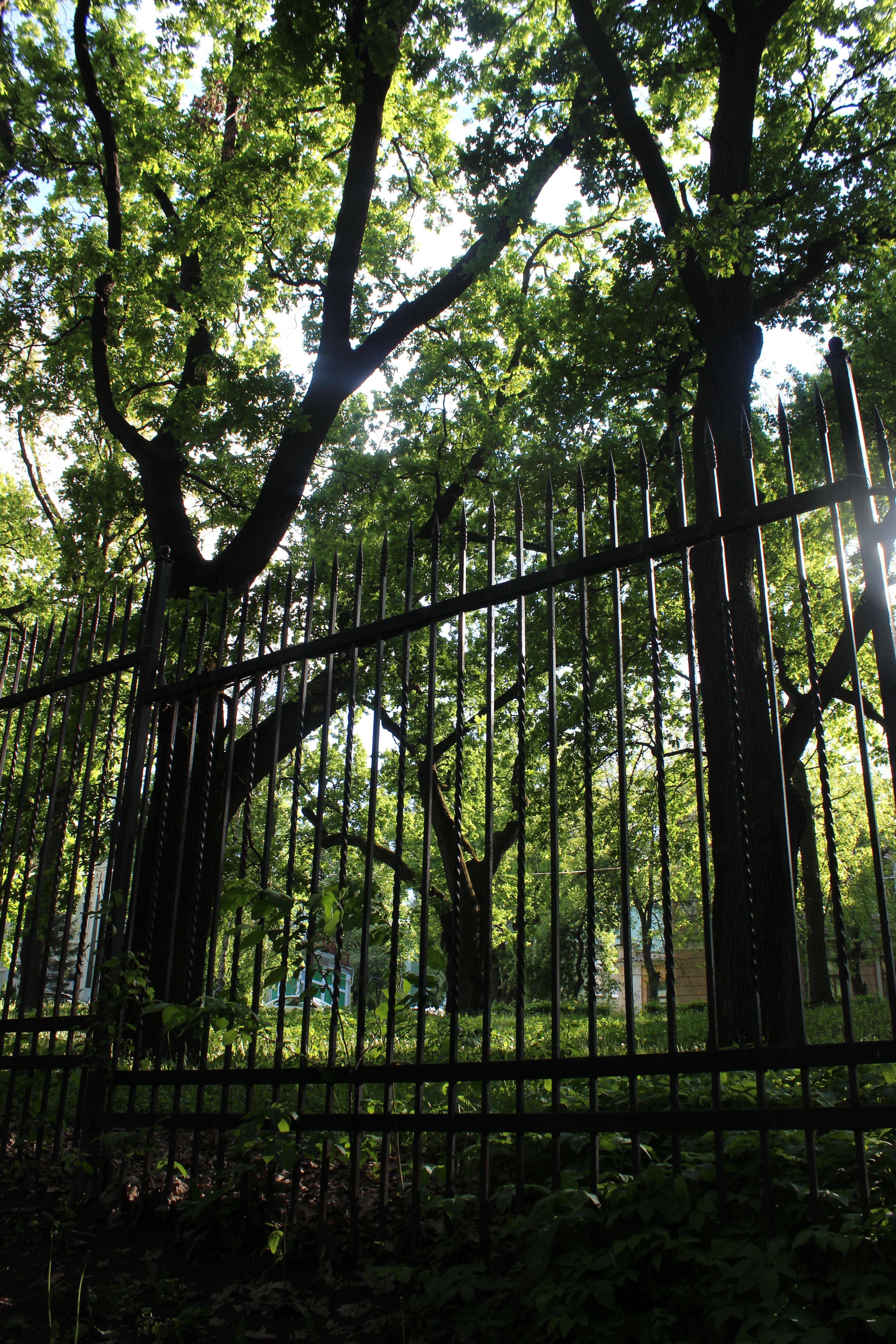
Байкова гора, узвіз Протасів Яр 15 травня 2015 року
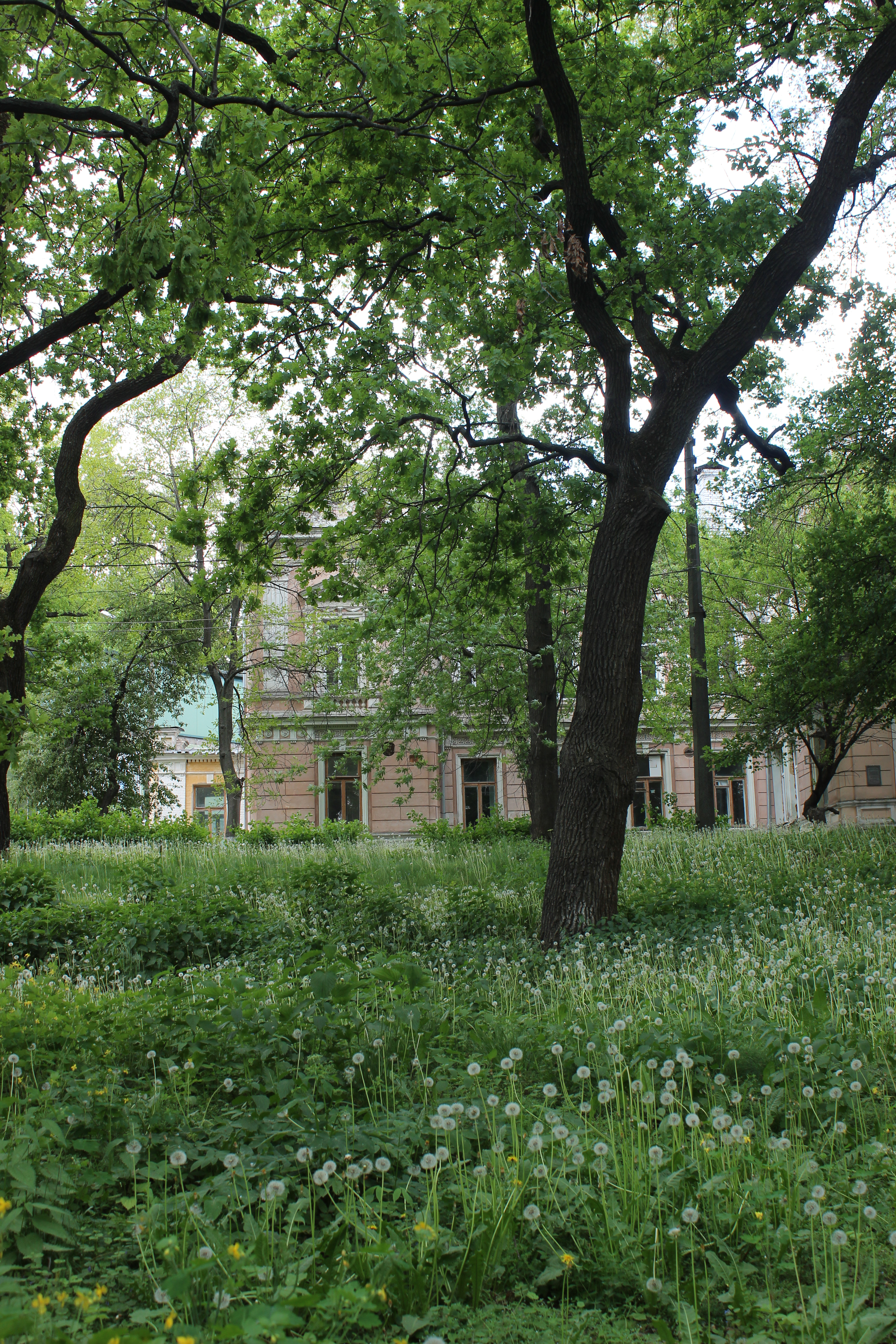
Байкова гора, узвіз Протасів Яр 20 травня 2017 року
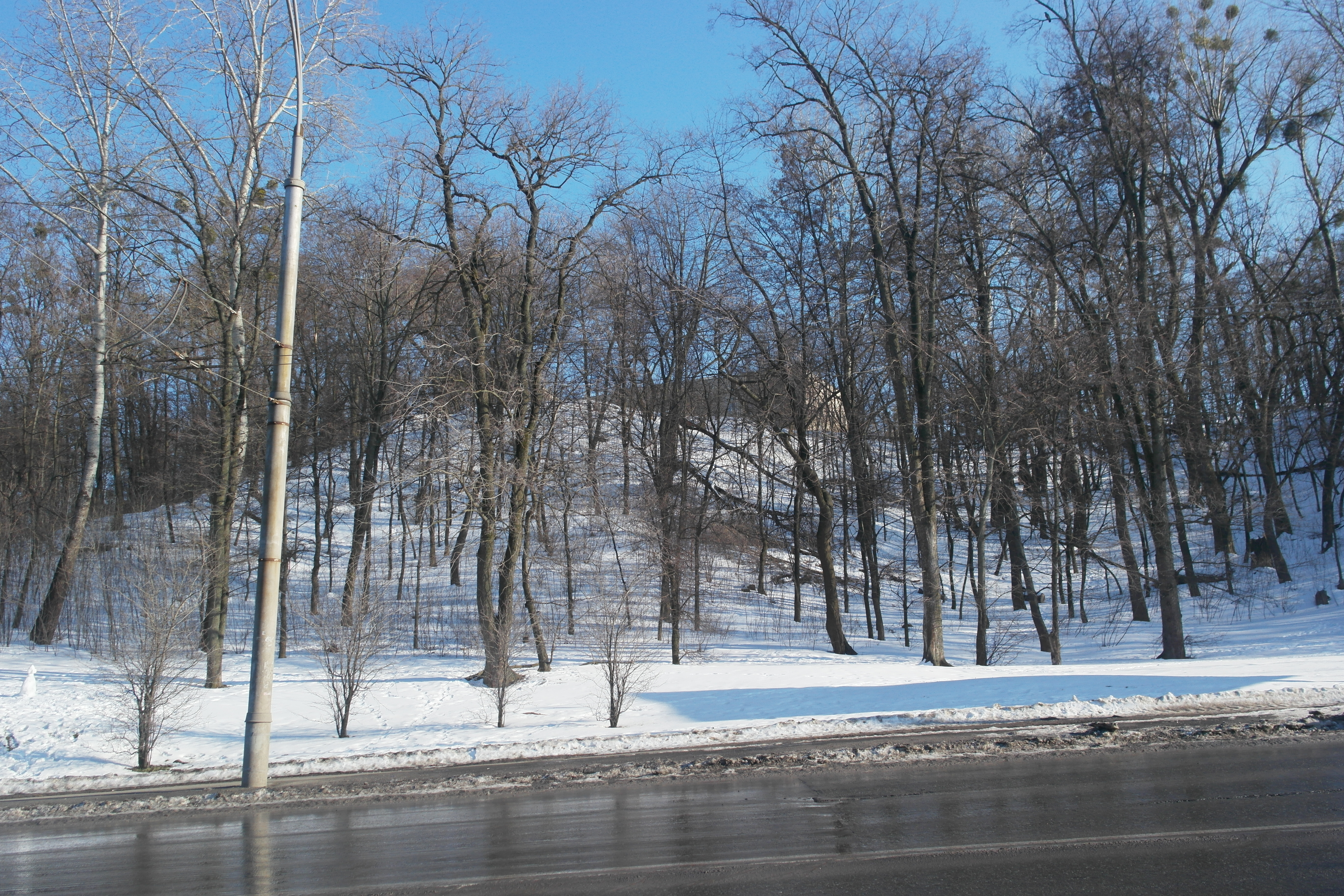
Байкова гора, вулиця Протасів Яр 25 березня 2018 року